# Diplocolenus bensoni
Diplocolenus bensoni är en insektsart som beskrevs av William Edward China 1933. Diplocolenus bensoni ingår i släktet Diplocolenus och familjen dvärgstritar. Inga underarter finns listade i Catalogue of Life.